# Голышин, Николай Михайлович
Николай Михайлович Голышин (1930—2001) — советский и российский биохимик.

## Биография
Родился 28 ноября 1930 года в городе Ростове. Выпускник 1948 года ростовской школы № 1 имени В. И. Ленина (ныне Гимназия имени А. Л. Кекина). Окончил МСХА им. К. А. Тимирязева в 1954 году.
Работал аспирантом Научного института по удобрениям и инсектофунгицидам им. проф. Самойлова (1954—1962). Начальник лаборатории испытания фунгицидов и антисептиков ВНИИ химических средств защиты растений (ВНИИХСЗР) (1963—1972). Специалист группы химических средств защиты растений Правления Международной отраслевой организации ИНТЕРХИМ в городе Галле ГДР (1972—1976). Начальник отдела полевых биологических испытаний средств защиты растений ВНИИХСЗР (1976—1978). Заведующий лабораторией защиты растений ВНИИ селекции и семеноводства овощных культур (1978—1984, 1988—2001). Профессор (1980). Академик-секретарь Отделения защиты растений ВАСХНИЛ (1984—1988), одновременно президент Восточнопалеарктической секции Международной организации по биологической борьбе с вредными животными и растениями (1985—1993). Руководитель Координационного центра по защите растений стран-членов СЭВ.
Доктор сельскохозяйственных наук (1976). Профессор (1980). Академик РАСХН (1995).
Скончался 31 января 2001 года в Москве. Похоронен на Щербинском кладбище.

## Работа
Руководил исследованиями по защите семенников овощных культур от болезней и вредителей, получению устойчивых к возбудителям болезней сортов и гибридов овощных растений, расширению ассортимента рекомендованных для применения в сельскохозяйственном производстве средств защиты растений, по интенсивным технологиям возделывания сельскохозяйственных культур, экологизации защиты растений. Один из создателей внедрённых в сельскохозяйственное производство химических средств защиты растений — поликарбацин, полимарцин, купрацин-1, хомецин, полихом, цинеб, ФДН и др.
Опубликовал около 400 научных трудов, 12 книг и брошюр, 3 монографии, Сельскохозяйственный энциклопедический словарь (М., 1989) содержит 111 его статей, имеет 120 авторских свидетельств на изобретения.

## Награды
- Юбилейная медаль «За доблестный труд. В ознаменование 100-летия со дня рождения Владимира Ильича Ленина»
- 4 медали ВДНХ
- Серебряный знак Общества Германо-Советской дружбы (1976)